# D'Oultremont (geslacht)

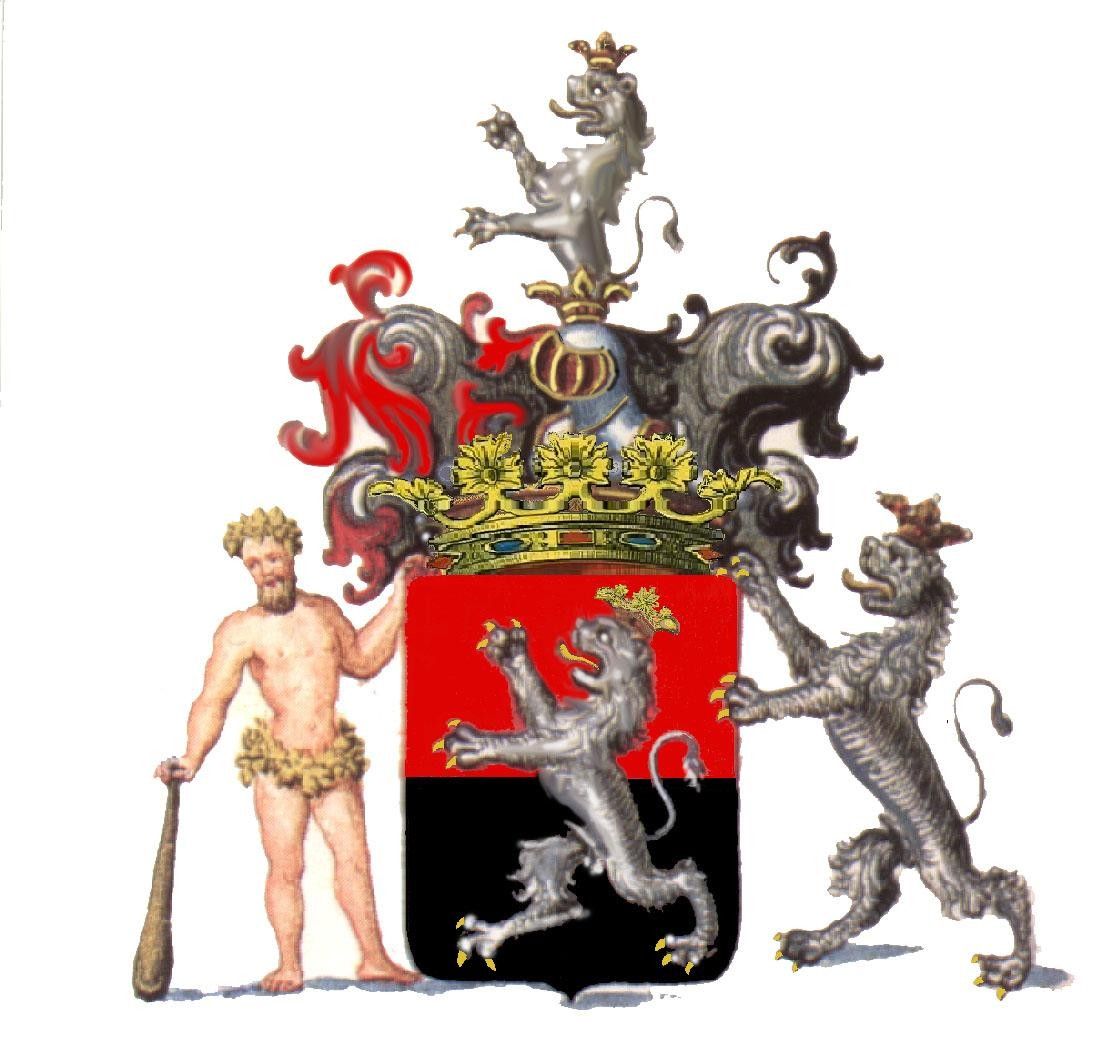
Wapenschild van de familie d'Oultremont

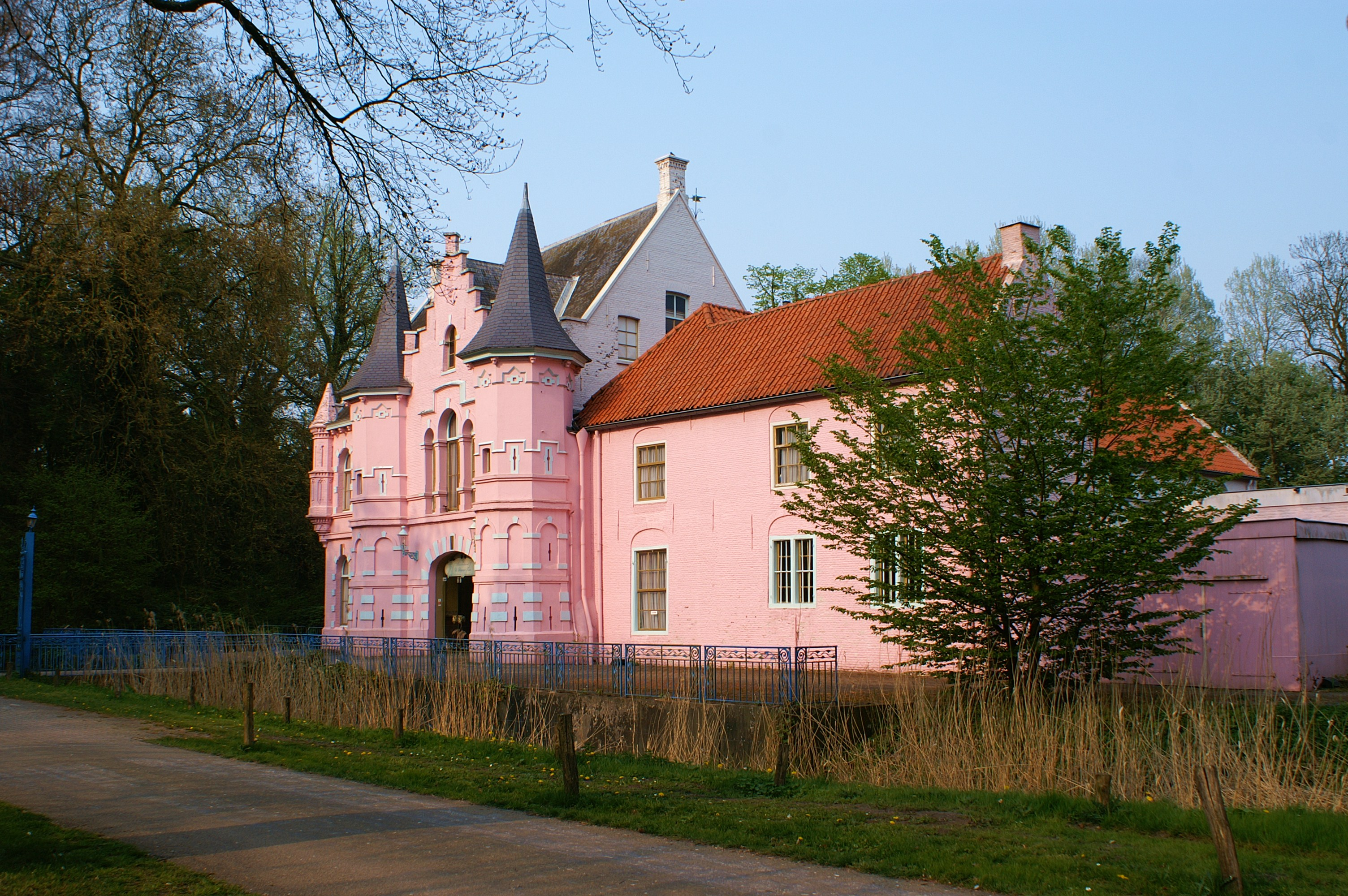
Kasteel d'Oultremont in Drunen bij Nieuwkuijk

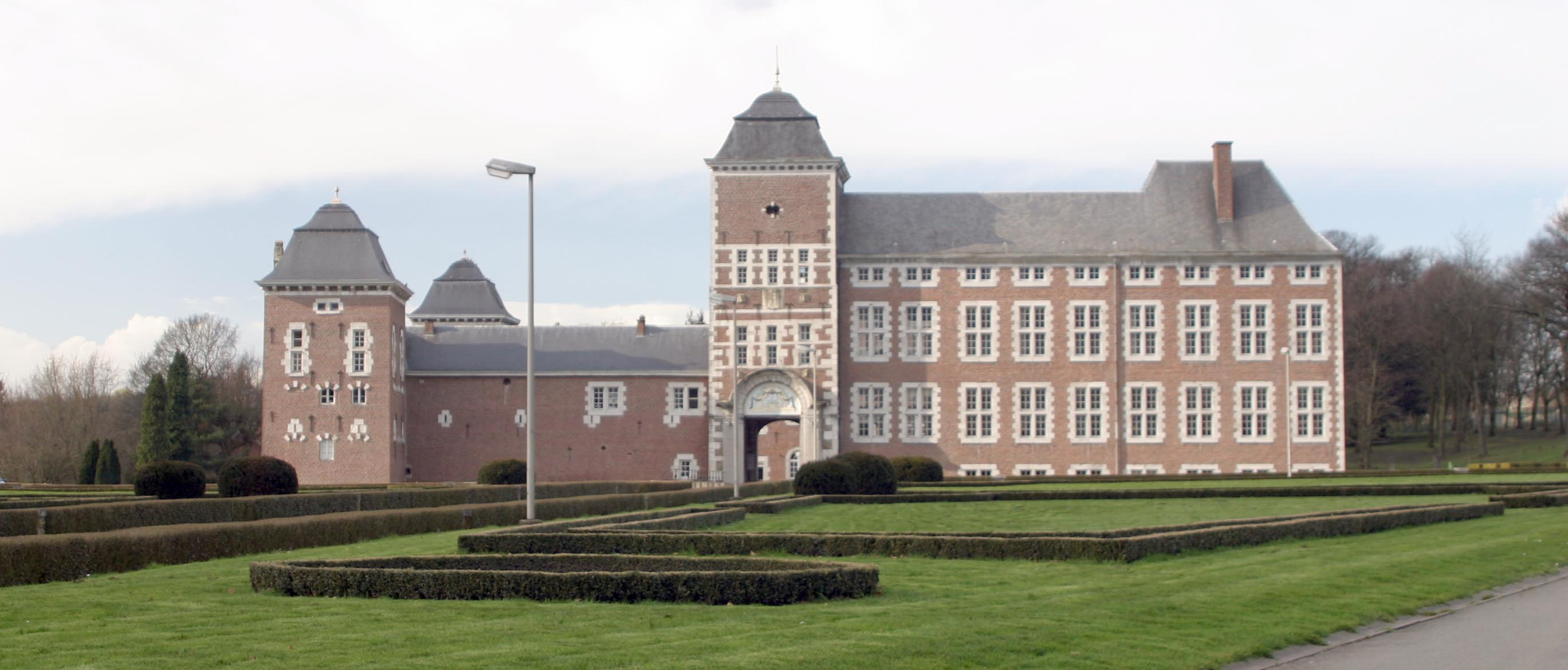
Kasteel van Wégimont

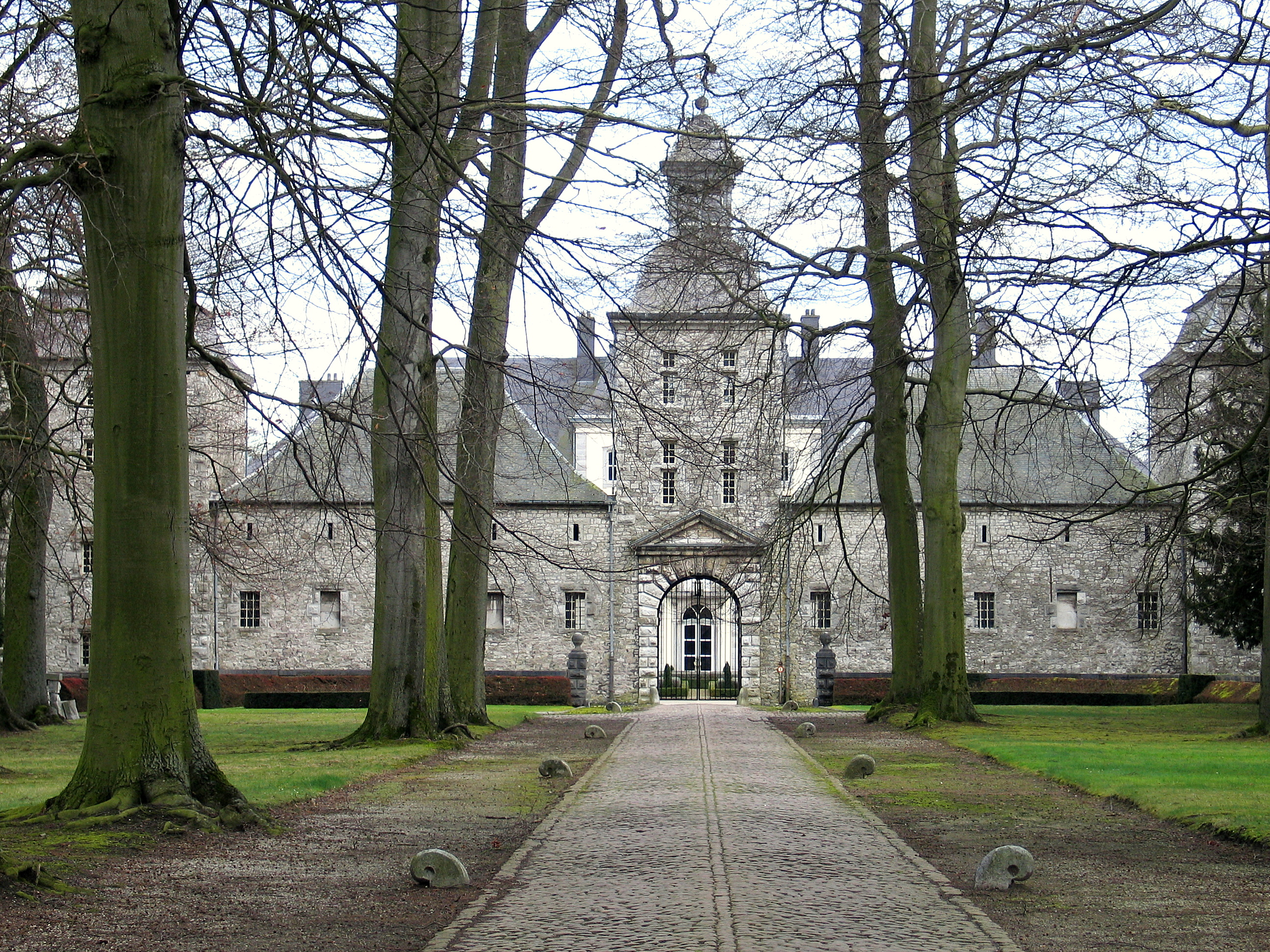
Kasteel van Warfusée

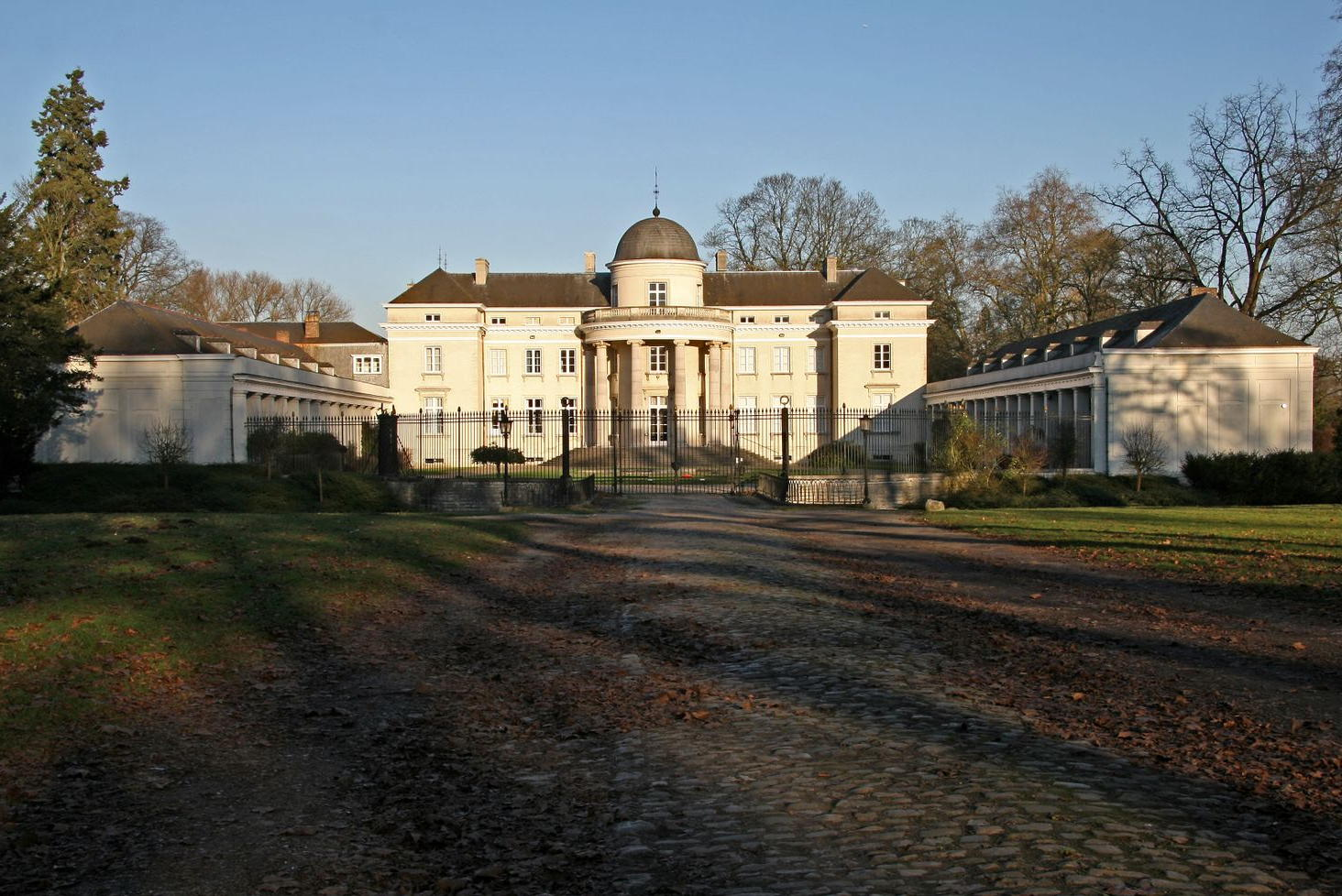
Kasteel van Duras bij Sint-Truiden

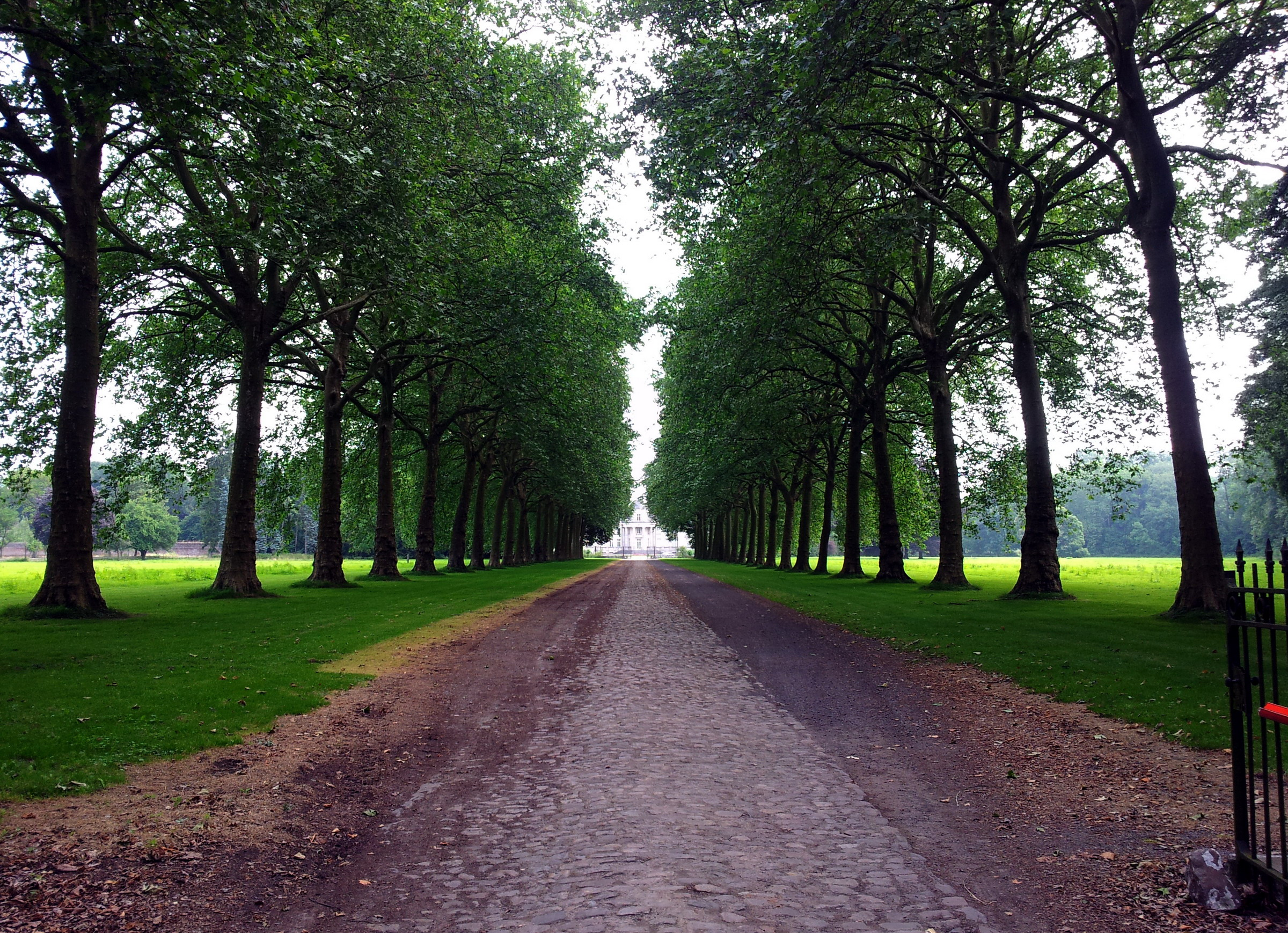
Kasteel van Duras bij Sint-Truiden

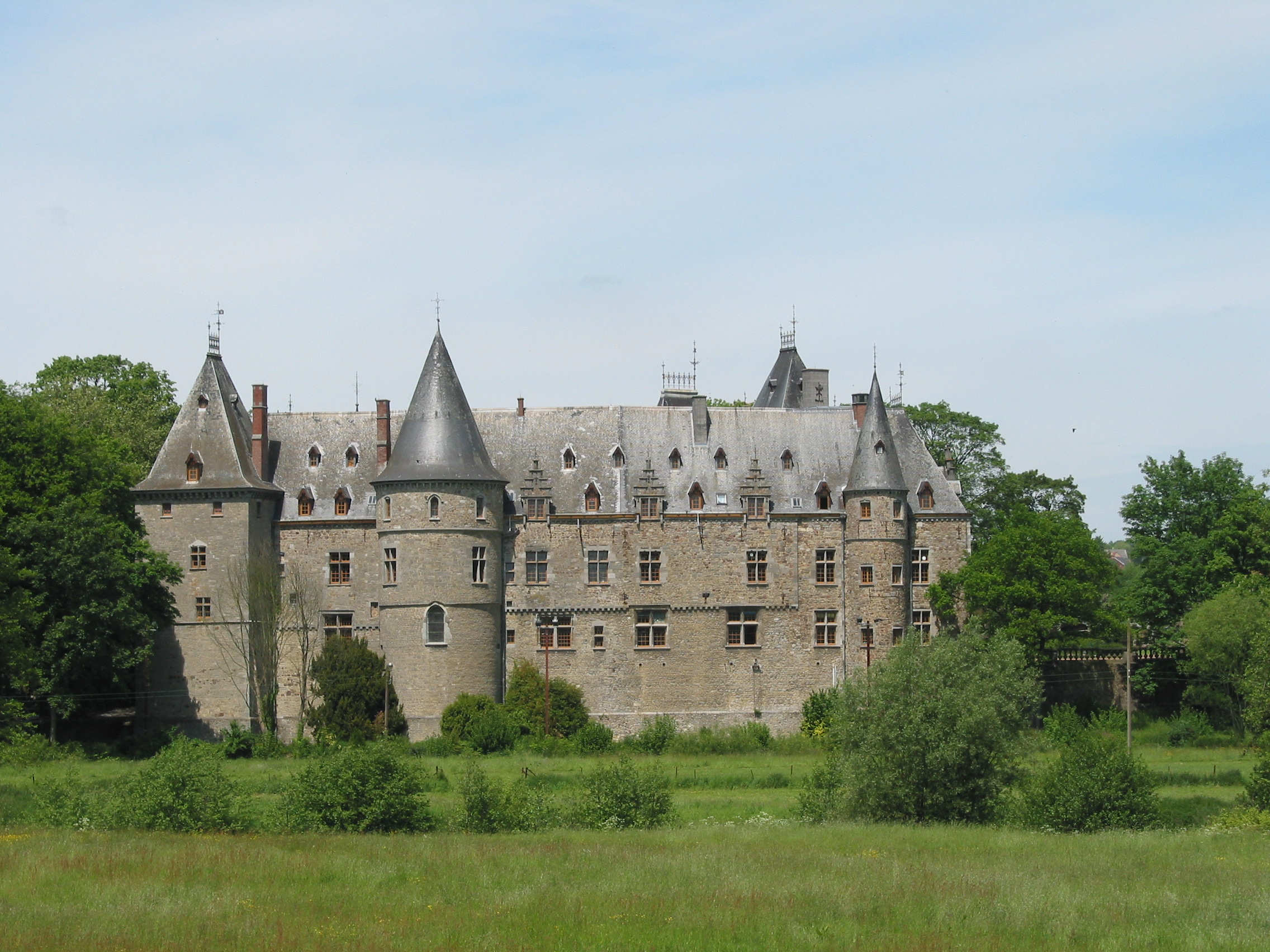
Het kasteel d'Oultremont in Ham-Sur-Heure

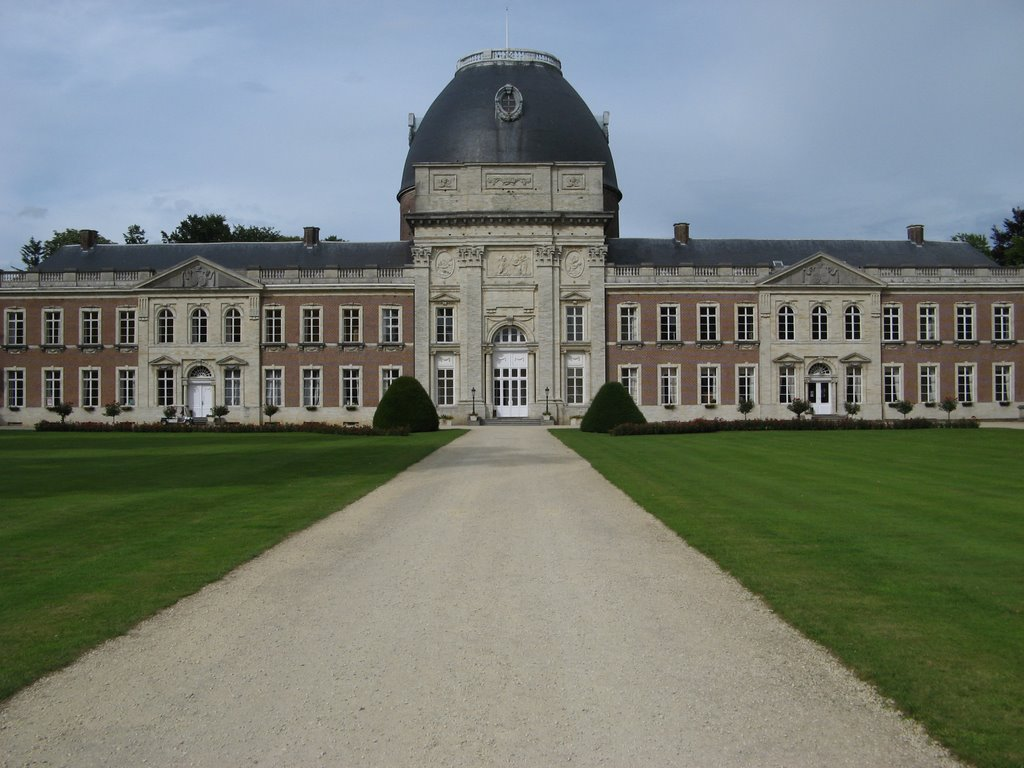
Kasteel d'Oultremont in Helissem

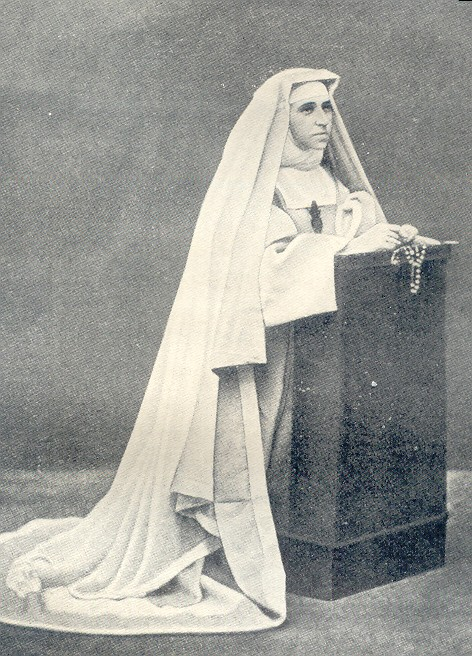
Zalige Emilie d'Oultremont

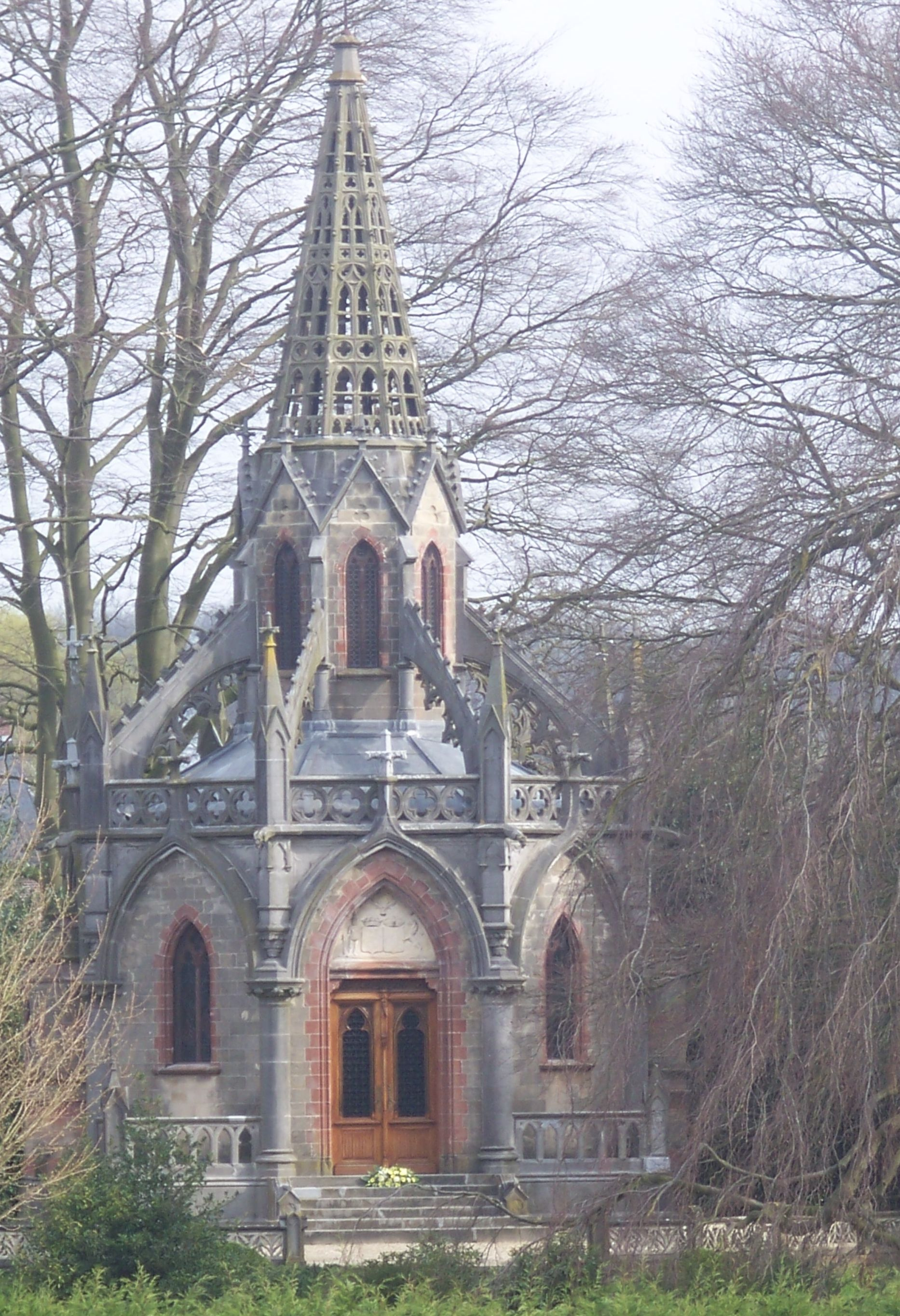
Mausoleum van de familie d'Oultremont

D'Oultremont is een Zuid-Nederlands adellijk geslacht, van historisch belang voor het prinsbisdom Luik. Het is ook bekend onder de namen d'Oultremont de Wégimont de Warfusée en d'Oultremont de Wégimont de Duras.

## Geschiedenis
In 1731 werd door keizer Karel VI de titel graaf van het Heilige Roomse Rijk verleend aan Jean-François d'Oultremont en overdraagbaar op alle afstammelingen (zie hierna). Jean-François was de jongere broer van Jean-Baptiste d'Oultremont, zonder erfgenamen.
In 1816 werden drie achterkleinzoons van François d'Oultremont in de erfelijke adel van het Verenigd Koninkrijk der Nederlanden opgenomen.

## Genealogie
- Jean François Paul Emile d'Oultremont (Luik, 20 april 1679 - Warfusée, 22 november 1737) was getrouwd met Maria Isabella van Beieren-Schagen (1677-1733). De opgang van de familie werd bekroond door de grafelijke titel toegekend in 1731.
  - Jean d'Oultremont (1715-1782), trouwde in Leiden in 1750 met Maria Jacoba Tiarck Waltha (1717-1802). Zij hadden negen kinderen, onder wie:
    - Charles-Ignace d'Oultremont (1753-1803), die trouwde met Anne de Neuf d'Aische (1757-1830).
      - Emile d'Oultremont (zie hierna).

    - Ferdinand d'Oultremont (1760-1799), die trouwde met de Haagse erfdochter en weduwe van bankier Dirck de Smeth, Russische rijksbaron, vrijheer van Deurne en Liesselt (1754-1779), Johanna-Suzanna Hartsinck (1759-1830).
      - Charles d'Oultremont (zie hierna).
      - Henriette d'Oultremont de Wegimont (1792-1864), morganatische echtgenote van koning Willem I der Nederlanden.
      - Ferdinand d'Oultremont (zie hierna).

  - Karel Nicolaas Alexander d'Oultremont (1716-1771), graaf van Oultremont, werd prins-bisschop van Luik. Hij was nog leek toen het kathedraalkapittel hem koos, en hij werd in ijltempo gewijd tot diaken, priester en bisschop. Hij legde zich toe op zijn geestelijke activiteiten en liet het politieke en ambtelijke bestuur van het prinsbisdom over aan zijn broer Jean. Dit was een hoogtepunt in de macht en invloed van de d'Oultremonts.

De revolutiejaren waren niet gunstig voor de familie d'Oultremont, van wie de meesten naar Duitse gebieden emigreerden, om onder het Franse Consulaat en keizerrijk stilaan weer hun eigendommen in de Zuidelijke Nederlanden in bezit te nemen.
Toen in 1815, ten tijde van het Verenigd Koninkrijk der Nederlanden, het adellijk statuut werd hersteld, werden een zoon van het echtpaar d'Oultremont-de Neuf en twee zoons van het echtpaar d'Oultremont-Hartsinck opnieuw in de adel opgenomen. De vrouwen die nog ongehuwd waren, zoals Henriette d'Oultremont de Wégimont, dochter van laatstgenoemden, werden niet formeel, maar als het ware vanzelfsprekend, mee in de adel opgenomen.

## Emile d'Oultremont
- Emile Charles Désiré Antoine Joseph d'Oultremont (Antwerpen, 21 juli 1787 - Saint-Georges-sur-Meuse, 4 augustus 1851) werd in 1816 erkend in de erfelijke adel, met de titel graaf, overdraagbaar op alle afstammelingen, zowel mannelijke als vrouwelijke. Hij werd vooral actief na de Belgische Revolutie, werd verkozen tot lid van het Nationaal Congres en werd Belgisch senator. Hij trouwde in 1814 met barones Marie-Françoise de Lierneux de Presles (1785-1850) en ze kregen vier kinderen.
  - Théodore d'Oultremont de Wégimont de Warfusée (1815-1875), burgemeester van Saint-Georges-sur-Meuse, provincieraadslid, trouwde met barones Apoline de Copis (1818-1875). Ze hadden afstammelingen tot heden, alhoewel het uitdoven in mannelijke lijnen in het vooruitzicht ligt.
  - Emilie d'Oultremont de Wégimont (1818-1878) was getrouwd met Victor van der Linden d'Hooghvorst (1813-1847), zoon van Emmanuel van der Linden d'Hooghvorst, lid van het Voorlopig Bewind. Nadat ze vroeg weduwe was geworden, stichtte ze de Congregatie van Maria Reparatrix. In 1997 werd ze door paus Johannes-Paulus II zalig verklaard.

## Charles-Ferdinand d'Oultremont de Wegimont de Duras
- Charles d'Oultremont (Rijsel, 18 juli 1789 - Parijs, 11 maart 1852) was een zoon van graaf Ferdinand d'Oultremont en Jeanne-Suzanne Hartsinck. Hij trouwde in 1814 met de weduwe van prins Louis-Eugène de Ligne, gravin Louise van der Noot de Duras (1785-1864) en ze kregen vijf kinderen. In 1816 werd hij erkend in de erfelijke adel met de titel graaf, overdraagbaar op alle afstammelingen en benoeming in de Ridderschap van Luik. Hij werd schildknaap van koning Louis Bonaparte en daarna kamerheer van Willem I der Nederlanden en ceremoniemeester aan het hof.
  - Octave d'Oultremont (1815-1898) trouwde met markiezin Marie-Rose d'Ennetières (1819-1876). Hij was burgemeester van Duras en grootmaarschalk in het huis van de graaf van Vlaanderen.
    - Adhémar d'Oultremont (1845-1910) werd volksvertegenwoordiger. Hij trouwde met prinses Clémentine de Croÿ (1857-1893). Er waren afstammelingen, maar deze familietak is in 2006 uitgedoofd.

## Ferdinand-Joseph d'Oultremont de Wegimont
- Joseph Ferdinand Emile d'Oultremont (Kleef, 27 februari 1797 - Brussel, 18 april 1868), heer van Drunen, was een broer van Charles d'Oultremont (hiervoor) en van Henriette d'Oultremont de Wégimont, de morganatische echtgenote van Willem I der Nederlanden. Hij trouwde in 1825 met de Engelse Isabelle Bonham (1808-1872) en ze kregen veertien kinderen. Vijf zoons zorgden voor een zeer talrijk nageslacht, tot heden. In 1816 werd hij zoals zijn neef en zijn broer in de erfelijke adel erkend, met de titel graaf overdraagbaar op alle afstammelingen. Hij was kamerheer van koning Willem I der Nederlanden en van zijn broer prins Frederic. Hij bleef na 1830 nog een paar jaar in Nederland, maar vanaf 1832 kwam hij naar België.
  - Ferdinand-Guillaume d'Oultremont (1826-1852), legatiesecretaris.
  - Émile d'Oultremont (1831-1896), cavaleriekapitein, burgemeester van Gondreghem en senator, trouwde in 1860 in Gondregnies met barones Juliette Tahon de la Motte (1837-1912). Ze kregen vijf zoons en twee dochters.
    - Isabelle d'Oultremont (1862-1942), trouwde in 1886 in Brussel met baron Gaston Pycke de Peteghem (1859-1933), burgemeester van Nouvelles, zoon van baron Oscar Pycke de Peteghem, burgemeester van Petegem-aan-de-Schelde en senator.

  - Georgine d'Oultremont (1832-1915), Grootmeesteres van het Huis van de gravin van Vlaanderen, prinses Maria, trouwde in 1851 in Blicquy met baron Gustave van den Bossche d'Heylissem (1824-1907), legatiesecretaris, burgemeester van Opheylissem en suikerindustrieel. Het huwelijk bleef kinderloos.
  - Louise d'Oultremont (1834-1918), trouwde in 1858 in Brussel met graaf Léon de Borchgrave d'Altena (1824-1873), artillerieofficier. Ze kregen twee zoons en twee dochters, met afstammelingen tot heden.
  - Frédéric d'Oultremont (1836-1863), luitenant.
  - Théodore d'Oultremont (1839-1913), cavaleriegeneraal, vleugeladjudant van koning Leopold II en ordonnantieofficier van de graaf van Vlaanderen, prins Filips, trouwde in 1865 in Brussel met gravin Marie-Sophie de Robiano (1845-1917), dochter van graaf Maurice de Robiano, senator. Ze kregen drie zoons en vier dochters, met afstammelingen tot heden.
    - Henri d'Oultremont (1866-1914), majoor-stadadjunct bij de infanterie, trouwde in 1894 in Elsene met barones Alice Nothomb (1873-1942), dochter van Eugène Nothomb, diplomaat, en kleindochter van Jean-Baptiste Nothomb. Ze kregen drie zoons en drie dochters, met afstammelingen tot heden. Hij sneuvelde tijdens de Slag om de IJzer als aanvoerder van het 2e Bataljon 1e Grenadiers in de Slag om Tervate.
      - Anne d'Oultremont (1896-1986), beeldhouwer, medailleur, schilder en tekenaar, trouwde met graaf Paul de Liedekerke de Pailhe (1892-1963), officier in de luchtmacht, zoon van graaf Florimond de Liedekerke de Pailhe, burgemeester van Pailhe. Ze kregen vier zoons en een dochter, met afstammelingen tot heden.
      - Régine d'Oultremont (1909-2005), trouwde in 1931 in Sorinne-la-Longue met Pierre Le Bœuf (1901-1950), bankier, zoon van Henry Le Bœuf, bankier en muziekmecenas. Ze scheidden in 1946. Ze hertrouwde in 1948 in Elsene met Jacques Bolle (1907-1980), historicus. Ze scheidden in 1959. Beide huwelijken bleven kinderloos.

    - Élisabeth d'Oultremont (1867-1952), eredame aan het koninklijke hof.
    - Ferdinand d'Oultremont (1870-1950), voorzitter van het hof van beroep in Brussel, trouwde in 1899 in Brussel met Jeanne de Theux de Meylandt et Montjardin (1871-1905), dochter van ridder Xavier de Theux de Meylandt et Montjardin, historicus en bibliofiel. Ze kregen twee zoons en een dochter, met afstammelingen tot heden.
      - Yvonne d'Oultremont (1900-1993), trouwde in 1924 in Elsene met graaf Benoît de Brouchoven de Bergeyck (1897-1956), zoon van graaf Louis de Brouchoven de Bergeyck, volksvertegenwoordiger, senator en gouverneur van Antwerpen. Ze kregen twee zoons en drie dochters, met afstammelingen tot heden.

    - Georgine d'Oultremont (1871-1940), trouwde in 1903 in Natoye met baron Gaston d'Huart (1871-1947), burgemeester van Natoye en provincieraadslid van Namen. Ze kregen drie zoons, met afstammelingen tot heden.
    - Philippe d'Oultremont (1879-1959), gezantschapsraad, trouwde in 1908 in Parijs met Marie-Thérèse Le Bègue de Germiny (1888-1965). Ze kregen twee zoons en twee dochters, met afstammelingen tot heden.

  - Isabelle d'Oultremont (1841-1909), hofdame van koningin Marie Henriëtte, trouwde in 1866 in Brussel met graaf Paul de Borchgrave d'Altena (1827-1901), diplomaat en kabinetschef van koning Leopold II. Ze kregen drie zoons en een dochter, met afstammelingen tot heden.
  - Nathalie d'Oultremont (1842-1870), trouwde in 1866 in Brussel met baron Edmond Whettnall (1843-1913), burgemeester van Nieuwerkerken, provincieraadslid van Limburg en senator, zoon van baron Charles Whettnall, en broer van baron Edouard Whettnall, diplomaat. Ze kregen drie dochters, met afstammelingen tot heden.
  - Adrien d'Oultremont (1843-1907), luitenant-generaal volksvertegenwoordiger, trouwde in 1873 in Brussel met Hélène Malou (1854-1873), dochter van Jules Malou, advocaat, gouverneur van Antwerpen, volksvertegenwoordiger, senator, minister van Financiën en premier. Hij hertrouwde in 1881 in Brussel met barones Clotilde de Woelmont (1857-1943). Ze kregen vier zoons en vijf dochters, met afstammelingen tot heden.
    - Herman d'Oultremont (1882-1943), cavaleriemajoor en Olympisch ruiter, trouwde in 1909 in Brussel met Yvonne Mesdach de ter Kiele (1890-1973), kleindochter van Charles Mesdach de ter Kiele. Ze kregen twee dochters, met afstammelingen tot heden.
    - Pierre d'Oultremont (1883-1965), onderluitenant en ingenieur, trouwde in 1911 in Gent met barones Élisabeth Pycke de Peteghem (1889-1937), kleindochter van Oscar Pycke de Peteghem. Ze kregen twee zoons en drie dochters, met afstammelingen tot heden.

  - Eugène d'Oultremont (1845-1916), onderluitenant van de cavalerie en burgemeester van Presles, trouwde in 1877 in Brussel met Henriette d'Oultremont (1856-1929). Ze kregen vier zoons en een dochter, met afstammelingen tot heden.
    - Jacques d'Oultremont (1879-1946), burgemeester van Presles en sportbestuurder, trouwde in 1912 in Brussel met gravin Gabrielle d'Ursel (1888-1978), kleindochter van graaf Ludovic d'Ursel. Ze kregen een zoon en vijf dochters, met afstammelingen tot heden.
    - Édouard d'Oultremont (1880-1945), cavaleriemajoor en burgemeester van Nouvelles, trouwde in 1908 in Nouvelles met barones Georgine Pycke de Peteghem (1887-1978), dochter van baron Gaston Pycke de Peteghem, burgemeester van Nouvelles. Ze kregen vier zoons en drie dochters, met afstammelingen tot heden.
    - Paul d'Oultremont (1882-1939), industrieel, trouwde in 1933 in Zemst met gravin Madeleine d'Ursel (1901-1994), kleindochter van graaf Ludovic d'Ursel. Ze kregen een zoon en vier dochters, met afstammelingen tot heden.
    - Antoinette d'Oultremont (1885-1966), trouwde in 1909 in Brussel met graaf Emmanuel d'Oultremont (1881-1958), burgemeester van Duras, zoon van graaf Adhémar d'Oultremont. Ze kregen drie dochters, met afstammelingen tot heden.

  - Mathilde d'Oultremont (1846-1912), trouwde in 1868 in Brussel met Félix Zaman (1846-1902), arrondissementscommissaris van Mechelen, zoon van Joseph Zaman, industrieel en senator. Het huwelijk bleef kinderloos.
  - John d'Oultremont (1848-1917), kapitein-commandant van de cavalerie en Grootmaarschalk van het Hof, trouwde in 1881 in Brussel met gravin Renée de Merode (1859-1941), dochter van graaf Louis de Merode, senator. Ze kregen drie zoons.
    - Guy d'Oultremont (1882-1927), artilleriemajoor en vleugeladjudant, trouwde in 1911 in Parijs met gravin Raymonde Vitali (1891-1953), dochter van graaf Georges Vitali, Italiaanse prins en industrieel. Ze kregen een zoon en een dochter, met afstammelingen tot heden.

## Verzet
Heel wat leden van de familie d'Oultremont hebben zich ingezet in het Verzet tijdens de Tweede Wereldoorlog. Zijn te vermelden:
- Adrien d'Oultremont (1918-2005) trad toe tot de Nationale Belgische Beweging en vervolgens tot het Geheim Leger. Voerde opdrachten uit als verbindingsman met het hoofdkwartier en voor het organiseren van droppings in Brabant. Hij werd hierin bijgestaan door zijn broers André (1924-2002) en Thierry (°1920).
- André d'Oultremont (°1922) verbleef in Wingene en werd medewerker van Christian Jooris voor het verzamelen van informatie, het coderen en per radio naar Londen doorseinen van boodschappen.
- Georges d'Oultremont (1916-1993) was begeleider van personen naar de Spaanse grens, in het kader van het netwerk Comète (mei-november 1942). Bij een eerste ontmanteling van dit netwerk, vluchtte hij naar Engeland. Hij werd ingelijfd in de Britse geheime diensten en in Frankrijk gedropt in 1943. Hij keerde naar Engeland terug in april 1944 en werd in Bayeux gedropt in juni 1944. Hij nam ontslag uit de geheime diensten en voegde zich bij het Belgisch eskadron SAS, waarvoor hij in augustus 1944 gedropt werd in de Ardennen.
- Théodore d'Oultremont (1914-2010) was eveneens lid van het netwerk Comète. Hij vluchtte naar Engeland en werkte er in de Britse geheime diensten.
- Edouard d'Oultremont (1916-1988) was eveneens lid van het netwerk Comète. Hij vluchtte naar Engeland en werkte er in de Britse geheime diensten.
- Charles-Emile d'Oultremont (1915-1993) was lid van het Belgisch Legioen. Hij vluchtte in augustus 1943 naar Engeland en sloot er zich aan bij de Belgische strijdkrachten.
- Raoul d'Oultremont (1915-1993) werd krijgsgevangen gemaakt in mei 1940. Hij slaagde erin te ontsnappen en onder te duiken.
- Madeleine d'Ursel (1901-1994), weduwe van Paul d'Oultremont, was een actief lid van het verzet in het netwerk Comète en andere activiteiten. Ze werd gearresteerd in augustus 1944 en tijdens haar deportatie naar Duitsland kon ze op 3 september uit de trein ontsnappen.

Louis d'Oultremont (1887-1944) was niet in het verzet, maar werd als een toevallig slachtoffer van represailles neergeschoten door jonge rexisten in het park van zijn kasteel in Ham-sur-Heure op 12 augustus 1944.